# Prackenbach
Prackenbach est une commune de Bavière (Allemagne), située dans l'arrondissement de Regen, dans le district de Basse-Bavière.

## Géographie
Prackenbach se trouve dans la forêt bavaroise sur l'autoroute 85 à environ 22 km au sud-est de Cham, 28 km au nord-ouest de la ville de Regen et à 5 km de Viechtach. Le point culminant de Prackenbach est à 850 mètres.

## Blason
Depuis 1985, la municipalité a adopté un blason. Il montre sous une vague bleue, deux cornes de bouquetins rouges et trois montagnes principales, recouvertes de bleu et d'argent sur deux rangées.